# 姜坰旻
姜坰旻（1996年11月8日—），韩国女子手球运动员，2014年夏季青年奥运会女子手球金牌得主、2022年亚洲女子手球锦标赛金牌得主、2022年亚洲运动会女子手球银牌得主。